# Powelltown
Powelltown är en del av en befolkad plats i Australien. Den ligger i kommunen Yarra Ranges och delstaten Victoria, omkring 69 kilometer öster om delstatshuvudstaden Melbourne. Antalet invånare är 201.
Runt Powelltown är det glesbefolkat, med 17 invånare per kvadratkilometer.. Närmaste större samhälle är Millgrove, omkring 15 kilometer nordväst om Powelltown. 
I omgivningarna runt Powelltown växer i huvudsak städsegrön lövskog. Genomsnittlig årsnederbörd är 1 391 millimeter. Den regnigaste månaden är juni, med i genomsnitt 161 mm nederbörd, och den torraste är januari, med 57 mm nederbörd.